# Bad König
Bad König település Németországban, Hessen tartományban. Lakosainak száma 9857 fő (2023. december 31.).

## Népesség
A település népességének változása:
| Lakosok száma | 9687 | 9760 | 9762 | 9861 | 9951 | 9857 |
|               | 2015 | 2017 | 2019 | 2021 | 2022 | 2023 |